# Zoológico de Avilon
El Zoológico de Avilon es un zoológico de 7,5 hectáreas (19 acres) ubicado en el Barrio San Isidro, Rodríguez, Rizal, en Filipinas. Es operado por la Fundación para la Conservación de Vida Silvestre Avilon, que también opera el Zoológico Arca Avilon. 
El zoológico de Avilon es actualmente la mayor institución zoológica en Filipinas en términos de superficie y cantidad de animales. El parque de 7,5 hectáreas (19 acres) ubicado en Rizal posee más de 3.000 ejemplares de animales exóticos que representan a más de 600 especies de aves, mamíferos, reptiles, anfibios, peces de agua dulce e invertebrados.